# برايان كنور
برايان كنور (بالإنجليزية: Brian Knorr)‏ هو مدير فني أمريكي، ولد في 20 ديسمبر 1963.